# Meshkīn Tappeh
Meshkīn Tappeh (persiska: Moshkīn Tappeh, Qishlāq Mushkīn, Qeshlāq-e Moshgīn, مشكين تپه) är en ort i Iran.   Den ligger i provinsen Qazvin, i den nordvästra delen av landet, 130 km väster om huvudstaden Teheran. Meshkīn Tappeh ligger 1 206 meter över havet och antalet invånare är 346.
Terrängen runt Meshkīn Tappeh är platt.Runt Meshkīn Tappeh är det ganska tätbefolkat, med 108 invånare per kvadratkilometer. Närmaste större samhälle är Sangarābād, 11,2 km sydväst om Meshkīn Tappeh. Trakten runt Meshkīn Tappeh består till största delen av jordbruksmark.